# Anka Bergmann
Anka Bergmann (* 1965 in Hagenow; † 31. März 2025 in Berlin) war eine deutsche Slawistin und Hochschullehrerin.

## Leben
Von 1984 bis 1989 studierte sie russische Sprache und Literatur sowie Pädagogik am Moskauer Staatlichen Pädagogischen Institut „W. I. Lenin“ (Diplomslawistin und Diplomlehrerin für russische Sprache und Literatur). Nach der Promotion 1994 war sie von 1995 bis 2001 wissenschaftliche Assistentin am Lehrstuhl für Slawische Sprachwissenschaft des Instituts für Slawistik der Ernst-Moritz-Arndt-Universität Greifswald. Nach der Habilitation 2005 an der Universität Greifswald war sie von 2007 bis zu ihrem Tod Professorin für Fachdidaktik Russisch an der Humboldt-Universität zu Berlin.

## Veröffentlichungen (Auswahl)
- Merkmalzuschreibung in Texten. Zu Grundlagen und Sprachmitteln ihrer Konstituierung. Frankfurt 1995.
- mit A. Kratochvil: Verfall oder neuer Standard? Vergleichende Betrachtungen zur aktuellen Sprachsituation in Russland, Tschechien und der Ukraine. Greifswald 2002.
- Binomina im Russischen als Kategorie der komplexen Benennung. Frankfurt 2006.
- Fachdidaktik Russisch. Eine Einführung. Tübingen 2014.